# A Tihanyi-félsziget barlangjai, rombarlangjai
A Tihanyi-félsziget barlangjai, rombarlangjai összeállítás a Tihanyi-félszigeten jelenleg ismert, nyilvántartott 45 darab barlangot és barlangromot összesíti. Ezekhez jön még hét darab, egyesek által barlangnak nevezett, mesterséges üreg. A mesterséges üregek külön vannak felsorolva.

## Barlangok, barlangromok
- Akasztó-hegyi-sziklaeresz
- Akasztó-hegyi-üreg
- Aranyház alsó ürege
- Aranyház betömött sziklaürege
- Aranyház felső ürege
- Betömött-barlang
- Cser-hegyi-barlang
- Cser-hegyi-rombarlang
- Csúcs-hegyi alsó üreg
- Csúcs-hegyi-forrásbarlang
- Csúcs-hegyi-üreg
- Diósi Seres-barlang
- Fehér-parti 1. sz. barlang
- Fehér-parti 2. sz. barlang
- Fehér-parti 3. sz. barlang
- Gödrösi Csimár-barlang
- Gödrösi Explóziós-barlang
- Gödrösi Kiss-barlang
- Hármas-hegyi-átjáróbarlang
- Hármas-hegyi-eresz
- Hármas-hegyi-gejzírüreg
- Hármas-hegyi-keleti-rombarlang
- Hármas-hegyi-opálos-üreg
- Hármas-hegyi-rombarlang
- Hosszú-mezői 1. sz. üreg
- Hosszú-mezői 2. sz. üreg
- Hosszú-mező rombarlangja
- Kerék-hegyi-gejzírüreg
- Kerék-hegyi-lyuk
- Kerék-hegyi-üreg
- Kőfejtő gejzírürege
- Nyársas-hegyi-barlang
- Nyársas-hegyi-üreg
- Nyereg-hegyi-eresz
- Óvári-barlang
- Róka-lyuk
- Szarkádi II. kúp 1. rombarlangja
- Szarkádi II. kúp 2. rombarlangja
- Szarkádi III. kúp 2. ürege
- Szarkádi-gejzírbarlang
- Szarkádi-sziklaeresz
- Szarkádi-üreg
- Szarkád-tetői-barlang
- Tihanyi-cseppkőbarlang
- Tihanyi Forrás-barlang

Mesterséges üregek
- 1. Barátlakás
- 1. Leánylakás
- 2. Barátlakás
- 2. Leánylakás
- 3. Barátlakás
- 4. Barátlakás
- 5. Barátlakás

## Területi bontásban

### Csúcs-hegy, Nyereg-hegy csoport
E szpeleográfiai csoportba tartozik a félsziget nyugati, legmagasabb része: a Csúcs-hegy, a Nyereg-hegy, a Büdös-tó oldal. A terület alapkőzete a bazalttufa, a legmagasabb részeken pedig gejzirit található. Három nagyobb és egy kisebb forráskúp van itt, bennük három barlangot és egy barlangromot ismerünk. A barlangok FIR feldolgozását Szentes György készítette el. A terület barlangjai a következők:
- Csúcs-hegyi alsó üreg
- Csúcs-hegyi-forrásbarlang
- Csúcs-hegyi-üreg
- Nyereg-hegyi-eresz

### Diós, Gödrös, Óvár csoport
A Tihanyi-félsziget északi részének bazalttufa rögei alkotják e szpeleográfiai csoportot. A hőforrás tevékenység nem volt jelentős, gejzirit csak az Óvár tetejét kérgezi be vékonyan. Az e helyről ismert barlangok bazalttufában keletkeztek erupciós gőzrobbanással, illetve áltektonikus módon suvadással. FIR feldolgozásukat Szentes György készítette el. Jelenleg két barlangról és három betömött barlangról van tudomásunk. Ezek a következők:
- Diósi Seres-barlang
- Gödrösi Csimár-barlang
- Gödrösi Explóziós-barlang
- Gödrösi Kiss-barlang
- Óvári-barlang

### Hármas-hegy, Kerék-hegy, Cser-hegy csoport
A Hármas-hegy, Kerék-hegy, Cser-hegy csoportja a Tihanyi-félsziget központi részét foglalja magába, a Belső-tó déli partja melletti Hármas-hegyet, az antennákról jól felismerhető Kerék-hegyet és ennek déli folytatásában lévő Cser-hegyet. Az egész területet sűrűn koszorúzzák, sajnos ma már sebzett forráskúpok, lejtőin pedig ezek meszes törmeléke borítja a felszínt. E csoportban négy barlangméretű üreget és 12 rombarlangot tudunk megfigyelni. FIR feldolgozásukat Szentes György készítette el. Mindegyikük hidrotermális oldódással keletkezett. Ezek a következők:
- Aranyház alsó ürege
- Aranyház betömött sziklaürege
- Aranyház felső ürege
- Betömött-barlang
- Cser-hegyi-barlang
- Cser-hegyi-rombarlang
- Hármas-hegyi-átjáróbarlang
- Hármas-hegyi-eresz
- Hármas-hegyi-gejzírüreg
- Hármas-hegyi-keleti-rombarlang
- Hármas-hegyi-opálos-üreg
- Hármas-hegyi-rombarlang
- Kerék-hegyi-gejzírüreg
- Kerék-hegyi-lyuk
- Kerék-hegyi-üreg
- Kőfejtő gejzírürege

### Kálvária-domb, Nyársas-hegy, Akasztó-hegy csoport
A félsziget keleti részét foglalja magába. Morfológiailag nem tekinthető egységes területnek, mert a Kálvária-domb és a Nyársas-hegy az Óvár rögének déli nyúlványához kapcsolódik, míg az Akasztó-hegy a Kopasz-heggyel önálló rögöt alkot. E területi csoportban nyolc barlangot és két rombarlangot sikerült megismerni. FIR feldolgozásukat Szentes György készítette el. Mindegyik hidrotermális oldódással keletkezett, de a három fehér-parti barlang kialakulásában a kifagyás és kimállás is szerepet kapott. A terület barlangjai a következők:
- Akasztó-hegyi-sziklaeresz
- Akasztó-hegyi-üreg
- Fehér-parti 1. sz. barlang
- Fehér-parti 2. sz. barlang
- Fehér-parti 3. sz. barlang
- Nyársas-hegyi-barlang
- Nyársas-hegyi-üreg
- Róka-lyuk
- Tihanyi-cseppkőbarlang
- Tihanyi Forrás-barlang

### Szarkádi csoport
Magába foglalja a félsziget déli részéből a Szarkádi-tetőt, a Szarkádi-tető és a Cser-hegy közötti medencét, az úgynevezett Hosszú-mezőt. E területen 21 forráskúpot, és ezekben négy barlangot, valamint hat rombarlangot sikerült számba venni. FIR feldolgozásukat Szentes György készítette el. Mind a 10 szpeleológiai objektum hidrotermális oldódással keletkezett gejziritben.
- Hosszú-mezői 1. sz. üreg
- Hosszú-mezői 2. sz. üreg
- Hosszú-mező rombarlangja
- Szarkádi II. kúp 1. rombarlangja
- Szarkádi II. kúp 2. rombarlangja
- Szarkádi III. kúp 2. ürege
- Szarkádi-gejzírbarlang
- Szarkádi-sziklaeresz
- Szarkádi-üreg
- Szarkád-tetői-barlang